# 二叔丁基苯酚
二叔丁基苯酚（英語：Di-tert-butylphenol）可能指：
- 2,4-二叔丁基苯酚，CAS号：96-76-4
- 2,5-二叔丁基苯酚，CAS号：5875-45-6
- 3,5-二叔丁基苯酚，CAS号：1138-52-9
- 2,6-二叔丁基苯酚，CAS号：128-39-2

|  | 这个同类索引页列出了具有相同或相似标题的化学条目。 除非您是有意链接至本页，否则应将相应条目的内部链接指向正确的条目。 |